# Крашчи
Крашчи (на словенски: Krašči; на унгарски: Lendvakirályfa; на немски: Königsdorf) е село в Словения, Помурски регион, община Цанкова. Според Националната статистическа служба на Република Словения през 2015 г. селото има 253 жители.